# Me Me Lay
Me Me Lay (Birmania, 3 novembre 1951) è un'attrice birmana.

## Biografia
Figlia di padre inglese e madre birmana, Me Me Lay è nata in Birmania ma si è trasferita in Inghilterra da adolescente. Ha iniziato a lavorare come attrice, apparendo in piccole parti in televisione e in film britannici, in particolare in Le femmine sono nate per fare l'amore (1972). L'attrice viene scoperta dal regista Umberto Lenzi che la vuole ne Il paese del sesso selvaggio del 1972, il primo cannibal-movie della storia del cinema italiano, nonché il primo film sul tema per Lenzi, col quale aprirà la trilogia dei cannibali. Cinque anni dopo è Ruggero Deodato che la vuole accanto a Massimo Foschi in Ultimo mondo cannibale del 1977. Tre anni dopo è ancora Lenzi che la sceglie per interpretare un'indigena in Mangiati vivi! del 1980. Nel 1978 recita ne La vendetta della Pantera Rosa, accanto a Peter Sellers, mentre nel 1984 la troviamo ne L'elemento del crimine, pellicola d'esordio di Lars von Trier. Subito dopo abbandona il cinema per diventare agente di polizia nell'Essex.

## Filmografia parziale
- Paul Temple – serie TV, episodio 2x11 (1970)
- Ultimo mondo cannibale, regia di Ruggero Deodato (1977)
- La vendetta della pantera rosa, regia di Blake Edwards (1978)
- Mangiati vivi, regia di Umberto Lenzi (1980)